# مدوار

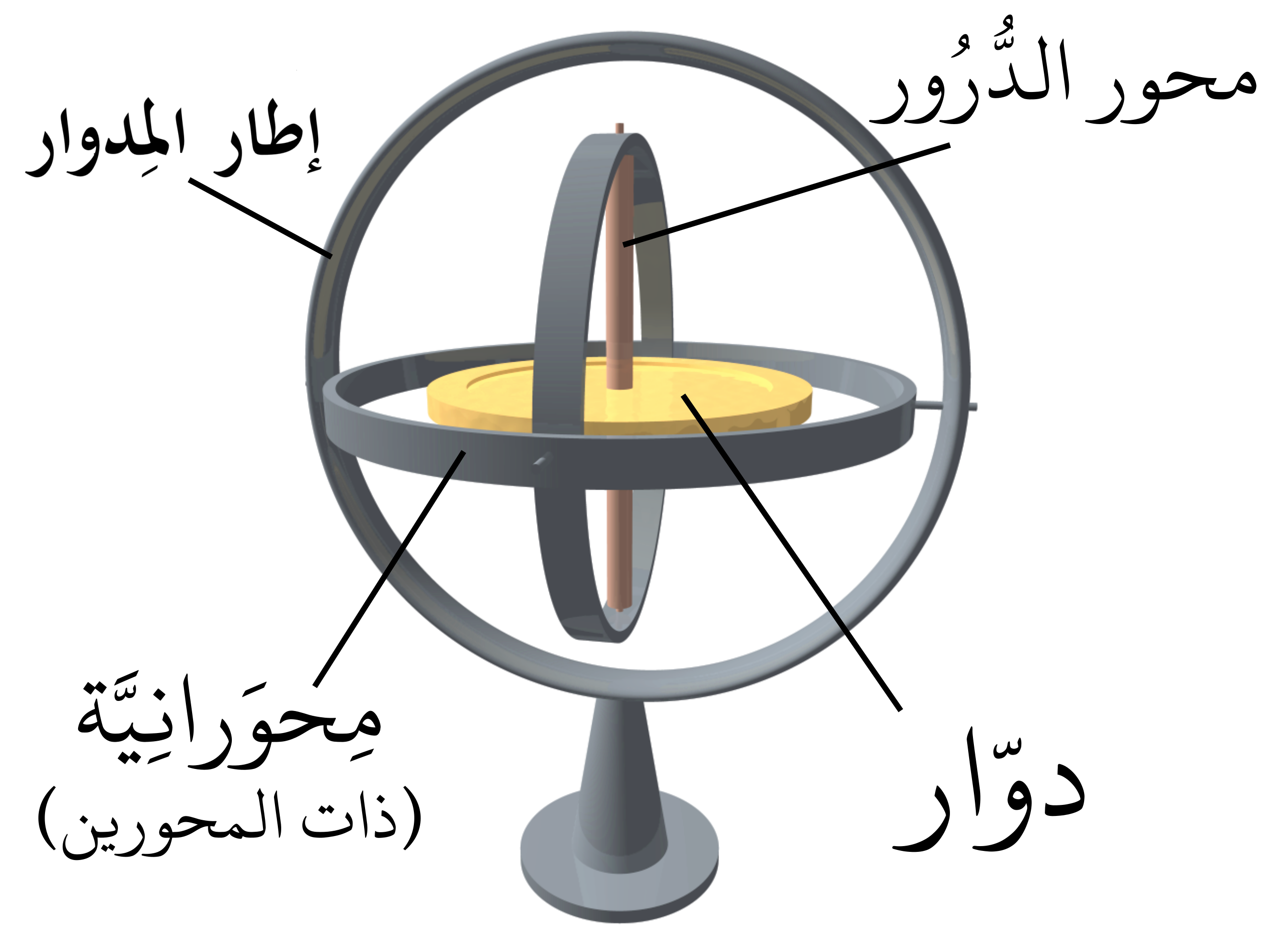
جهاز حفظ التوازن (الدوام)

دوام وهو يتحرك. ويُلاحظ حرية الدوران في المحاور الثلاثة. سيحافظ الدوام على اتجاه محور تدويمه بغض النظر عن توجه الإطار الخارجي.

المِدْوَار أو  الدَّوَّام أو الدَّوَّامة أو البوصلة الدوامة أو الجَيْروسْكُوب (بالإنجليزية: Gyroscope)‏ هو جهاز تتجلى خلاله ظاهرة المبادرة، من خلال حفظ التَّوجُّه [الإنجليزية] وفق مبدأ حفظ الزخم الزاوي.

## الوصف والشكل المبين
الجهاز أشبه بعجلة الغزل الدوام أو القرص ذو محور حر التوجيه. تغيير التوجيه يتأثر بدرجة أقل للمعطيات الخارجية للعزم عوضا عن كمية الحركة الزاويّة الكبيرة المرتبطة بمعدل الدوران العالي للدوار. بما أن العزم الخارجي قد قلل بواسطة وضع الدوام داخل وحدة ثنائية المحور، فيبقى الاتجاه شبه ثابت مهما تغيرت الأرضية المثبت عليها الدوام.
كما أن هذا الجهاز (الدوام) يستخدم بشكل واضح وفعال من حيث حفظ (التوازن، الاتجاه) في " الطائرات ومركبات الفضاء والسفن وغيرها من التطبيقات العلمية القائمة علي تحقق هذه الظاهرة التي يحدثها عمل هذا الجهاز (الدوام).
الدوام : هو حالة خاصة من الحركة حول نقطة ثابتة، يكون فيها عزم العطالة حول أحد محاور العطالة الرئيسي أكبر بكثير من عزم العطالة حول باقي المحاور، بحيث يصبح الاندفاع الزاوي كبيرا حيث لا تؤثر الاضطرابات على الحركة.
ملاحظة : محاور العطالة الرئيسية هي : ثلاثة محاور متعامدة فيما بينها متماسكة مع الجسم الصلب، بحيث يصبح جداء عزم العطالة حولها معدوما.
أما الدوران حول نقطة فسوف يتغير بذلك إحداثيات الاندفاع الزاوي الثلاثة، أما حول محور ثابت فيكون الاندفاع الزاوي محمولا على هذا المحور بحيث يشكل ثلاثية مع نصف القطر المسار والسرعة الزاوية.

## الاستعمالات
توجد أنواع حديثة من الدوام تعتمد على الليزر. أصبحت تستخدم في معظم الطائرات الحديثة وتسمى Ring laser gyroscope. يستخدم بشكل رئيسي في الطائرات وفي مركبات الفضاء والأقمار الصناعية حيث هو العنصر الرئيسي للطيار الآلي.
و مؤخراً استخدم الدوام في الهواتف الذكية وفي عام 2010 تحديداً في جهاز الأي فون الرابع وتبعه أجهزة أندرويد المصنعة بواسطة سامسونج وإتش تِ سِ وكان من الصعب بالطبع وضع جهاز ميكانيكي يدور طوال الوقت داخل الجهاز المحمول فتم بواسطة أبل تحويله إلى دائرة إليكترونية دقيقة - ولكن معقدة بدرجة كبيرة - لتؤدي نفس الغرض الميكانيكي وهو الإحساس بالدوران ويستخدم في الألعاب المتطورة والتصوير البانورامي وتتكون الدائرة ببساطة من كتلة دائرية مرنة Proof Mass ومقسمة إلى شرائح تتخللها شرائح مكثفات وعند دوران الجهاز تتحرك تلك الدائرة وتغير من كثافة الشرائح بدرجات متفاوتة فيحسب المعالج التغيير بدقة وينفذ الأمر المرغوب.
بالطبع أدى ذلك الجهاز القديم إلى احداث ثورة تقنية عظيمة لتصبح مكون رئيسي لمعظم الأجهزة الحديثة.

## وصلات خارجية
- محاضرة المعهد الملكي للبرفيسور إيريك ليثويت (بالإنجليزية)
- نظرية وتصميم الجيروسكوبات الميكروميكانيكية والمهتزة (بالإنجليزية)